# باجروان (ایمیشلی)
باجروان (به ترکی آذربایجانی: Bəcirəvan) یک منطقهٔ مسکونی در جمهوری آذربایجان است که در شهرستان ایمیشلی واقع شده‌است. باجروان ۲٬۱۳۷ نفر جمعیت دارد.